# نجوم کروی

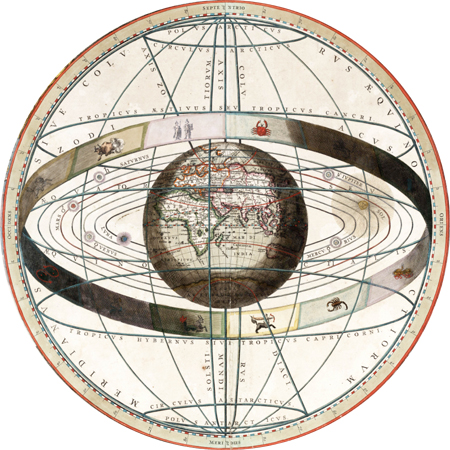
منطقة البروج و منظومه شمسی به دور زمین

نجوم کروی یا نجوم موقعیتی، شاخه‌ای قدیمی از نجوم است برای تعیین موقعیت و حرکت ظاهری اجرام سماوی روی کره آسمان که با توجه به تاریخ، زمان و مکان خاص بر روی زمین دیده می‌شود. نجوم کروی به روش ریاضی، هندسه کروی و اندازه‌گیری اخترسنجی متکی است. نجوم سنتی و قدیم یا علم هیئت با این شاخه از نجوم در موضوعات و نتایج همسانی بسیاری دارد اما در اصطلاحات و شیوه‌های استدلال متفاوت است.
نجوم کروی (دانش هیئت)، بر مبنای قواعد علوم ریاضیات و هندسه استوار گردیده است و بر این اساس، با محاسبات دقیق فلکی و در پرتو این دانش می‌توان پدیده‌های سماوی مانند کسوف، خسوف و احوال هلال ماه را استنباط کرد. یکی از فوائد علم هیئت، استخراج تقویم سالانه و غیر آن است. همچنین با استفاده از این دانش، امکان جهت یابی و قبله یابی به صورت دقیق وجود دارد و پیش‌بینی اوضاع و احوال فلکی امکان‌پذیر می‌باشد.

## تاریخچه
نجوم کروی معمولاً در قدیم با عنوان علم هیئت شناخته می‌شده است که خود شاخه مهم علم نجوم بوده‌است. نجوم در قدیم (سنت یونانی و اسلامی) معمولاً شامل هیئت یا علم فلک، زیج و مباحث احکام نجوم اطلاق می‌شده است که امروزه احکام نجوم در قالب علم جداگانه اختربینی گنجانده می‌شود. علم هیئت مهمترین قسمت نجوم بوده‌است.

### هیئت قدیم
هیئت قدیم یا دوره نخست تاریخ نجوم یعنی زمین مرکزی توسط بطلمیوس دانشمند یونانی به کمال رسید، وی قبل از میلاد مسیح مدلی برای حرکت سیارگان و خورشید ارائه داد که دست کم تا ۱۵ قرن پس از او در بین ستاره شناسان پذیرفته شده بود. این مدل جوابگوی مسایل مطرح شده در عصر خود بود. منجمان با استمداد از آن قادر به پیشگویی پدیده‌های فلکی مانند کسوف و خسوف بودند، همچنین می‌توانستند حالات ماه را از قبل محاسبه نمایند. در این هیئت زمین مرکز و ساکن بود و همه اجرام در گردش بودن. به جز ماه و خورشید که حرکت مداری ساده‌ای داشتند، هریک از سیارات علاوه بر حرکت به دور زمین، حرکات مداری دیگری به گرد خود داشتند. با این حرکات تغییر موضع آنان در رصدهای نجومی توجیه می‌شد.

### هیئت جدید
هییت جدید یا دوره دوم تاریخ نجوم (خورشید مرکزی) به کشیش لهستانی، کوپرنیک در قرن شانزدهم میلادی، نسبت داده شده‌است. او فرضیه حرکت زمین را مطرح کرد. در یک قرن دیگر دانشمند بزرگ آلمانی، یوهانس کپلر با مطالعات فراوان و تکیه بر رصدهای دانشمند دانمارکی تیکو براهه، توانست مدل کوپرنیکی را تکمیل نماید. او همچنین موفق به وضع قوانین حرکت سیارات شد. هم‌زمان با او دانشمند ایتالیایی، گالیله توانست با استفاده از تلسکوپ دست‌ساز خود، اسرار بیشتری از آسمان را روشن نماید. در نهایت دانشمند انگلیسی، نیوتن در اواخر قرن هفدهم میلادی با وضع قوانین حرکت و قانون جاذبه عمومی، توانست دستاوردهای دانشمندان پیشین را تکمیل نماید. او همچنین توانست توجیه علمی حرکت مداری را بیان کند. قانون جاذبه نیوتن سرمنشا پیشرفت‌های دانش جدید بشری در زمینه‌های مختلف از جمله اختراع ماهواره‌ها بود.

## موضوعات و روش‌شناسی
این شاخه از قدیمی‌ترین شاخه‌های نجوم است. به متودهای هندسه کروی و سنجش‌ها دراخترسنجی کمک می‌کند. این شاخه از نجوم قدیمی‌ترین شاخه‌است و قدمتش به عهد باستان می‌رسد. ملاحظه‌هایی که از اجرام آسمانی شده‌است (و همچنان می‌شود) برای هدفهای نجومی و مذهبی مهم هستند، همان‌طور که برای ثبت اوقات و هدایت کردن. علم اندازه‌گیری واقعی مکانهای اجرام سماوی (آسمانی) در آسمان به عنوان اخترسنجی شناخته می‌شود. عنصرهای ابتدایی نجوم کروی با سیستم‌ها و زمان متناسب است. مختصات اجرام در آسمان با سیستم مختصات استوایی فهرست بندی می‌شوند؛ که بر روی تصویر استوای زمین روی کرهٔ آسمان پایه‌گذاری شده‌اند. مکان یک شیء در این سیستم با اصطلاحات بعد (α) و میل (δ) داده شده‌است. عرض جغرافیایی و موقعیت زمانی می‌توانند برای رسیدن به مکان یک شیء در سیستم مختصات عمودی، شامل سمت و ارتفاع استفاده شوند.
این شاخه از نجوم به دلیل پایه‌گذاری آن بر مشاهدات بصری و استقلال آن از ماهیت اصلی حرکت هر جسم در مرور زمان دستخوش تغییرات قابل ملاحظه‌ای نمی‌شود و آنچه امروزه از آن موجود است با گذشته شباهت بالایی دارد.
مختصات اجرام آسمانی مثل ستارهها و کهکشانها در یک فهرست، فهرست بندی شده‌است، که مکان آن را برای زمان (سال) مشخص، می‌دهد. البته اثرهای ترکیب شدهٔ انحراف مسیر و گردش سبب تغییر مختصات به مقدار کمی در طی زمان می‌شود. اثر این تغییرات در حرکت زمین با انتشار فهرست های تجدید نظر شده در نوبتهای دیگر، جبران می‌شود.
برای تعیین مکان خورشید و سیارهها، از نقشه‌های مخصوص نجومی استفاده می‌شود. این نقشه مکان‌های این اجرام را در کرهٔ آسمان در یک تاریخ و زمان مشخص، به ما می‌دهد، که می‌تواند به مختصات مناسب مبدل شود.
چشم غیر مسلح بشر می‌تواند ۶۰۰۰ ستاره را ببیند؛ که تقریباً نصفشان، در هر زمانی زیر خط افق قرار دارند.
در جدولهای مدرن ستاره‌ها، کرهٔ آسمان به ۸۸ صورت فلکی تقسیم شده‌است. هر ستاره‌ای در یک صورت فلکی قرار دارد. صورت فلکی‌ها برای هدایت کردن مفیدند. ستاره قطبی برای یک بیننده که در نیم کرهٔ شمالی قرار دارد نزدیک شمال اوست. این ستاره همیشه در موقعیتی نزدیک بالای قطب شمال قرار دارد.

## دانشمندان علم هیئت
برخی از دانشمندان این رشته عبارتند از:
- ابوریحان بیرونی
- ابن سینا
- خواجه نصیرالدین طوسی
- حسن‌زاده آملی
- حسینی نسب
- سردار کابلی
- عمر خیام
- کپلر
- کپرنیک
- گالیله
- ابوالحسن شعرانی